# بقایای یک ارتش
بقایای یک ارتش (انگلیسی: Remnants of an Army) یا بقایای یک ارتش، جلال‌آباد که بیشتر به عنوان بقایای یک ارتش شناخته می‌شود، نقاشی رنگ روغن روی بوم اثر الیزابت تامپسون، در سال ۱۸۷۹ است. این تصویر ویلیام برایدون، دستیار جراح در ارتش بنگال را نشان می‌دهد که در ژانویه ۱۸۴۲ به دروازه‌های جلال‌آباد می‌رسد. 

این نقاشی در زمان جنگ دوم انگلیس و افغانستان ساخته شده‌است. لیدی باتلر پس از استقبال مطلوب از نقاشی قبلی خود به نام The Roll Call در سال ۱۸۷۴ با موضوعی از جنگ کریمه به خاطر تصاویر نظامی خود شهرت پیدا کرد. ابعاد آن ۱۳۲٫۱ سانتی‌متر (۵۲٫۰ اینچ) در ۲۳۳٫۷ سانتی‌متر (۹۲٫۰ اینچ) است[۲]
بقایای یک ارتش در نمایشگاه تابستانی آکادمی سلطنتی در سال ۱۸۷۹ به نمایش گذاشته شد و توسط سر هنری تیت، که در سال ۱۸۹۷ به گالری تیت ارائه شد، خریداری گردید. در یک نمایشگاه دائمی در موزه نظامی سامرست: هنگ سیزدهم (1st Somersetshire) (پیاده‌نظام سبک) در جنگ اول انگلیس و افغانستان شرکت داشت و در اواخر سال ۱۸۴۱ به جلال‌آباد نقل مکان کرد. در سال ۲۰۲۳ در تیت بریتانیا نمایش داده شد.